# Новіни (Холмський повіт)
Новіни (пол. Nowiny) — село в Польщі, у гміні Холм Холмського повіту Люблінського воєводства.
Населення — 321 особа (2011).
У 1975-1998 роках село належало до Холмського воєводства.

## Демографія
Демографічна структура станом на 31 березня 2011 року:
|          | Загалом | Допрацездатний вік | Працездатний вік | Постпрацездатний вік |
| -------- | ------- | ------------------ | ---------------- | -------------------- |
| Чоловіки | 123     | 18                 | 76               | 29                   |
| Жінки    | 198     | 7                  | 92               | 99                   |
| Разом    | 321     | 25                 | 168              | 128                  |